# El Rostro de Analia
El Rostro de Analia este o serie americană de televiziune ai cărei protagoniști sunt Martin Karpan și Elizabeth Gutierrez. În România, serie este disponibilă pe canalul Acasă TV sub numele de Cealaltă față a Analiei.

## Dsitribuție
- Gaby Espino – Mariana Andrade
- Martin Karpan – Daniel Montiel
- Jose Guillermo Cortines – Mauricio Montiel
- Elizabeth Gutierrez – Ana Lucia Moncada
- Gabriel Porras – Ricardo Rivera
- Daniela Nieves – Adriana Montiel
- Pedro Moreno – Cristobal Colon
- Zully Montero – Carmen Reyes de Andrade
- Flor Nunez – Olga Palacios
- Elluz Peraza – Agustina Moncada
- Evelyn Santos – Marlene
- Nelson Tallaferro
- Chela Arias – Yoya
- Ana Gabriela Barboza – Vicky
- German Barrios – Ernesto Andrade
- Alejandro Chaban – Miguel Palacios
- Jorge Consejo – Roberto
- Victor Corona – Chino
- Ximena Duque – Camila Moncada
- Gustavo Franco – Rene